# Sámi
Sámi (Sami) är en ort i Grekland.   Den ligger i prefekturen Nomós Kefallinías och regionen Joniska öarna, i den sydvästra delen av landet, 270 km väster om huvudstaden Aten. Sámi ligger 1 meter över havet och antalet invånare är 1 347. Den ligger på ön Kefalonia Island.
Terrängen runt Sámi är huvudsakligen kuperad, men söderut är den bergig. Havet är nära Sámi åt nordost. Runt Sámi är det glesbefolkat, med 18 invånare per kvadratkilometer. Närmaste större samhälle är Argostoli, 15,8 km sydväst om Sámi. 